# Luddlosta
Luddlosta (Bromus hordeaceus) är en växtart i familjen gräs. 
Luddlosta är ett ettårigt gräs. Arten är en till utseendet mycket variabel art beroende på ståndort och underart. I näringsrika miljöer kan arten bli ganska högväxt med strån som kan bli omkring 60 centimeter höga. Men i torra och karga miljöer blir gräset mindre, med strån som bara blir några centimeter långa, vid mognaden kanske bara omkring 10 centimeter höga. Gräset blommar i maj till juni och har upprätta och ganska täta vippor. Småaxen, som beroende på ståndort kan variera i antal från många till ett enda, är cirka 1 centimeter långa och har olikstora skärmfjäll och håriga ytteragnar med ett kort borst. Bladen som är lite grågröna i färgen har tätt med fina hår och är mjukludna. Det är detta som gett den namnet luddlosta.
Artens naturliga utbredningsområde omfattar större delen av det tempererade Euroasien, Medelhavsregionen, Nordafrika och öar i Makaronesien. Den finns som en introducerad art i delar av Nordamerika, Grönland, Japan, Korea, Taiwan, södra Sydamerika, södra Afrika, Australien och Nya Zeeland.
I Sverige är luddlosta vanlig i de södra och mellersta delarna av landet (Götaland och Svealand). 
Exempel på underarter är vanlig luddlosta (ssp. hordeaceus) och strandlosta (ssp. thominei). 